# Baltazar de Almeida Pimentel
Baltazar de Almeida Pimentel (Almeida, Guarda, 18 de outubro de 1791 — Alcântara, Lisboa, 30 de maio de 1876), 1.º barão, 1.º visconde e 1.º conde de Campanhã, oficial general do Exército Português que se distinguiu durante as Guerras Napoleónicas e durante a Guerra Civil Portuguesa. Par do reino, foi ajudante de campo de D. Pedro, duque de Bragança e do rei D. Fernando II.

## Biografia
Foi comendado pela Ordem de Cristo. Por alvará régio de 20 de Julho de 1835, foi agraciado com o título de primeiro barão, seguido de visconde a 21 de Maio de 1844 e por último conde a 30 de Setembro de 1862, por graça de D. Maria II de Portugal, confirmado em carta de D. Luís I de Portugal.
Foi muito ligado a Dom Fernando II de Portugal. Assentou praça como cadete em 1799 no Regimento de Infantaria de Penamacor. Alinhou na Legião Portuguesa organizada por Jean-Andoche Junot.
Esteve nas campanhas militares dos exércitos napoleónicos na Áustria, em 1807. Em 1812, na Rússia e na Prússia em 1813. 
Após a Revolução Liberal de 24 de Agosto de 1820 foi ajudante de campo do General Bernardo Correia de Castro e Sepúlveda.
Foi Governador, capitão geral dos Açores. Fez parte dos Bravos do Mindelo. Há quem prefira afirmar que foi no Desembarque do Mindelo ajudante de campo de Dom Pedro I do Brasil e tomou parte nos combates do Cerco do Porto.

## Família

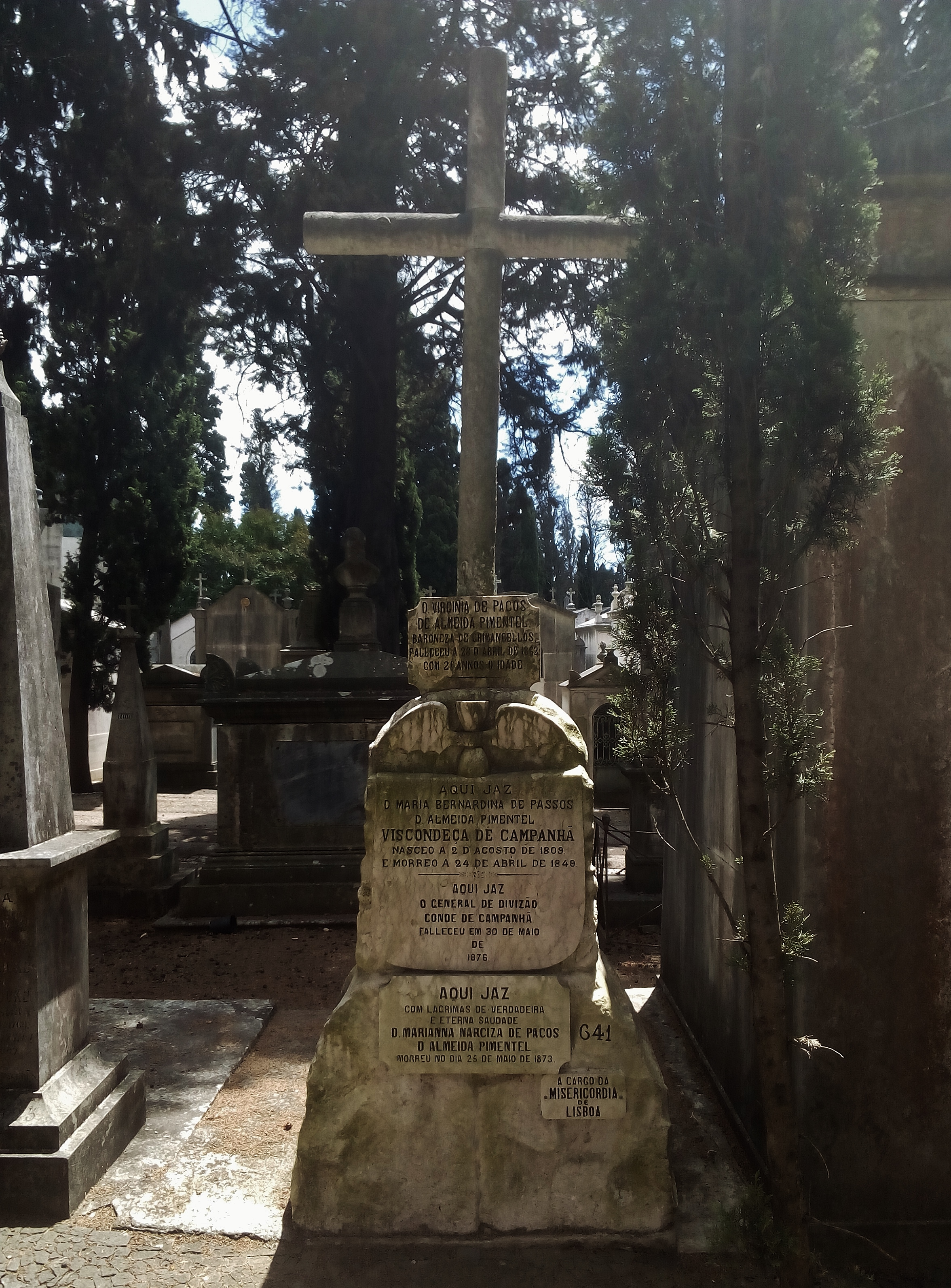
Jazigo do Conde de Campanhã, Cemitério dos Prazeres

Filho de António Marçal de Almeida Pimentel, coronel de infantaria, e de D. Maria Eusébia Rebocho. Casou em Benfica, a 11 de Agosto de 1835, com sua sobrinha D. Maria Bernardina de Passos (Braga, 2 de Agosto de 1809 - Alcântara (Lisboa), 24 de Abril de 1849), filha de Bernardino José de Passos e de Luísa Delfina de Almeida Pimentel, sua irmã.
Não houve descendência e o título passou a D. Mariana Emília de Macedo de Passos de Almeida Pimentel, filha mais velha da sua cunhada e sobrinha, D. Mariana Narcisa de Passos de Almeida Pimentel (1801-1873), foi a segunda condessa dessa família. Nasceu a 23 de Abril de 1834 e faleceu a 20 de Junho de 1897 na Quinta dos Poços em Grimancelos, tendo casado em 8 de Fevereiro de 1877 com o cunhado João Rodrigues da Silva Santos (1837-1907).
Faleceu com 84 anos no palácio da Quinta Real de Alcântara, no actual Largo do Calvário. Foi sepultado junto da sua esposa no jazigo de família do Cemitério dos Prazeres.